# 游龍戲鳳
游龍戲鳳，即以明武宗与民间女子李凤姐相爱为题材的民间文学，小说、杂剧、戏曲、多有演绎，近代以来多被改编为电影、电视剧。京剧除游龙戏凤之名外，有称梅龙镇、下江南、美龙镇、骊珠梦、白凤冢，昆曲和花部乱弹称缀白裘·戏凤，地方剧称解带封宫、下江南、卖酒、龙戏凤、李凤姐卖酒、美龙镇、正德戏凤等。
故事主要讲述明武宗微服出巡，至梅龙镇，投宿于酒家李龙家，与其妹（或女）李凤姐相爱。最终结局亦有不同演绎，武宗或对李凤姐始乱终弃，或接入后宫，有情人终成眷属。

## 历史背景
明朝正德年间，明武宗宠幸佞臣江彬。正德十二、十三年间，武宗以微服巡幸大同、太原。江彬等人掠夺良家妇女数十车，跟随武宗前行，途中有死者。正德十四年（1519年），寧王之亂起，使得明武宗有借口前往江南。江彬亦在扬州，搜罗处女、寡妇，又引武宗渔猎。武宗宠爱的刘姬劝谏，稍止。

## 表演
1918年10月19日，余叔岩和梅兰芳首次合作演出《游龙戏凤》。

## 外部連結
- 粵劇《游龍戲鳳》 （页面存档备份，存于），呂炳川錄製，臺灣音樂館典藏